# Jerónimo Costa (pintor)
Jerónimo Costa Arata (Santa Margherita Ligure, Italia; 3 de marzo de 1880-Santiago, Chile; 31 de agosto de 1967) fue un pintor italiano nacionalizado chileno.

## Trayectoria
Arribó a Chile a los cuatro años de edad. Ya en la juventud, estudió con el pintor Pedro Lira y, más adelante, ingresó en la Escuela de Bellas Artes, donde fue alumno del artista español Fernando Álvarez de Sotomayor. Se le considera uno de los integrantes de la Generación del 13.
De personalidad desinteresada, vivió con modestia y nunca acudió a recibir los numerosos premios que consiguió.

## Obra
Su obra se caracteriza por la sobriedad de paisajes, interiores, figuras humanas y escenas de costumbres, embebidos de cierta melancolía, realizados con un delicado empleo de los colores y un muy buen dibujo. Entre sus pinturas destacan La viuda, El bote abandonado e Interior.

#### DONACIONES
Retrato de Berta, Museo Nacional de Bellas Artes, 16 de octubre de 1989
Retrato de Dama Antigua, Museo Municipal de Bellas Artes de Valparaíso, 2001

#### EXPOSICIONES INDIVIDUALES
1961 Exposición Retrospectiva en Sala de la Universidad de Chile, Santiago.
1976 Casa de la Cultura, Ministerio de Educación Santiago
1967 Instituto Chileno - Británico de Cultura, Santiago.
1989 Jerónimo Costa, óleos, Galería Los Arcos de Bellavista, Santiago.

#### EXPOSICIONES COLECTIVAS
Salón de El Diario Ilustrado de Alumnos Excluidos del Salón Oficial.
1901 Salón Oficial, Santiago. Participó además los años 1903, 1904; 1910, 1911; 1913, 1914, 1915; 1918; 1925
1906 Salones Libres, Santiago.
1907 Salones Libres, Santiago.
1912 Salón del Centro de Estudiantes de Bellas Artes, Santiago.
1913 Salón del Centro de Estudiantes de Bellas Artes, Santiago.
1930 Cincuentenario de la Fundación del Museo Nacional de Bellas Artes: 1880 - 1930, Museo Nacional de Bellas Artes, Santiago.
1963 Valparaíso en la Pintura, Museo Nacional de Bellas Artes, Santiago.
1972 Las Flores y las Frutas en la Pintura Chilena, Instituto Cultural de Las Condes, Santiago.
1973 Pintores de la Generación del 13, Instituto Cultural de Las Condes, Santiago.
1976 Siglo y Medio de Pintura Chilena: Desde Gil de Castro al Presente. Instituto Cultural de Las Condes, Santiago.
1979 Homenaje al Año Internacional del Niño: Exposición El Niño en la Pintura Chilena, Museo Nacional de Bellas Artes, Santiago.
1980 El Arte y la Banca, Museo Nacional de Bellas Artes, Santiago.
1981 Rescate de Pintura Chilena, Instituto Cultural de Providencia, Santiago.
1987 Panorama de la Pintura Chilena, Instituto Cultural de Las Condes, Santiago.
1987 Generación del 13, Colección Pinacoteca de la Universidad de Concepción. Biblioteca Nacional, Santiago.
1991 Siglo y Medio de Pintura Chilena, Instituto Cultural de Las Condes, Santiago.
1992 Álvarez de Sotomayor y la Generación del Trece, Museo de Arte Contemporáneo, Santiago.
1998 Italia en el Arte: La Pintura Exposición Itinerante por Valdivia, Osorno, Talca, Concepción, Chillán y Antofagasta, Chile.
2000 Chile Cien Años Artes Visuales: Primer Período (1900 - 1950) , Museo Nacional de Bellas Artes, Santiago.